# 羅曼·卡儂納
羅曼·卡儂納（法語：Romain Cannone，1997年4月12日—），是法國右手重劍擊劍運動員，他是東京奧運男子个人重剑比赛冠軍、開羅击剑锦标赛個人重劍比賽冠軍和開羅击剑锦标赛團體重劍比賽冠軍。
他在法國科爾馬被評為2020年度最佳運動員。